# 尼敦·阿倫·迪蘇沙
尼敦·阿倫·迪蘇沙（葡萄牙語：Nathan Allan de Souza，1996年3月13日—），簡稱尼敦，巴西職業足球員，司職翼鋒或輔鋒，現時被英超車路士外借至巴甲明尼路，他於2015年7月1日加盟車路士。

## 球會生涯

### 帕拉尼恩斯
尼敦出生於圣卡塔琳娜州布盧梅瑙，他在2009年以13歲之齡加入帕拉尼恩斯的青年軍。2014年他獲提升至一隊，最初代表U23球隊出戰巴拉納錦標賽。
尼敦在2014年5月22日首次亮相巴甲，在以1:1賽和哥連泰斯的聯賽中在下半場後備入替普利諾·迪亞斯（Paulinho Dias）。在10月，他拒絕和球隊續約，結果他和球會對簿公堂，並將他降格回U23代表隊。
雖然從未為帕拉尼恩斯踢足全場90分鐘賽事，但尼敦的表現成功吸引著名球會車路士和曼城的注視。2015年4月10日，球會和車路士達成協議，有傳這支倫敦球會付上450萬鎊收購他。4月15日，尼敦在史丹福橋球場進行了體測。

### 車路士
2015年5月11日，尼敦在其Instagram帳號表示他已跟2014/15球季英超聯的冠軍車路士簽約。三日後，車路士亦官方宣布尼敦將會在7月1日正式加盟，轉會費未有公布，聲明亦指他已經通過體測及達成個人協議。
尼敦在2015/16球季以及2016/17球季外借荷蘭的维特斯，2017年夏天外借法國的艾米恩斯。由於在艾米恩斯上場機會不多，尼敦在2018年1月提早回到車路士，隨即外借到葡萄牙的貝倫人到賽季結束。

## 國際賽生涯
尼敦同時是巴西U17国家隊和巴西U20代表隊成員。他在2013年U17世界盃足球賽首次代表U17球隊上陣，並在賽事中攻入五球，包括6:1大勝斯洛伐克包辦四球及擊敗主辦國阿聯酋的賽事中取得入球。尼敦入選為賽事最佳十一人，但球隊卻在半準決賽中被墨西哥淘汰出局。
他亦入選了在烏拉圭舉行的2015年南美洲青年錦標賽的大軍名單之中。尼敦在賽事中所有比賽均悉數上陣，並在2月4日大勝秘魯5:0的賽事中首次取得入球。

## 比賽風格
南美洲足球記者蒂姆·維克利稱尼敦為可交出獨到傳球的組織核心。他指尼敦雖然在U17代表隊表現出色，但在U20的表現卻低於平均水平，並難以理解尼敦如何憑去季的表現吸引車路士垂青。

## 外部連結
- 尼敦·阿倫·迪蘇沙 （页面存档备份，存于） - Topforward
- Ogol 資料 （页面存档备份，存于） （葡萄牙文）
- Soccerway 資料 （页面存档备份，存于）